# 내 사랑 금지옥엽
《내 사랑 금지옥엽》은 2008년 10월 4일부터 2009년 4월 5일까지 방영된 KBS 2TV 주말 드라마이다.

## 등장 인물

### 주요 인물
- 김성수: 전설 역

35세. 전직 싱어송라이터이자 현재는 방송국 DJ
- 이태란: 장인호 역

32세. 방송국 라디오 PD

### 인호네 집
- 박인환: 장일남 역

58세. 우유대리점 운영. 인호, 신호, 진호의 아버지
- 지현우: 장신호 역

29세. 치과 의사
- 송중기: 장진호 역

24세. 삼류대 인테리어학과에 재학 중인 대학생

### 세라 & 재라네 집
- 박준규: 백준식 역

52세. 음반회사 부사장
- 박해미: 남주리 역

49세. 인테리어디자이너
- 유인영: 백세라 역

25세. 치과 의사
- 홍수아: 백재라 역

23세. 삼류대 가정학과에 재학 중인 대학생

### 보리의 주변 인물
- 홍아름: 김보리 역

21세. 순진하고 속정 깊은 무공해 섬처녀
- 나문희: 송인순 역

56세. 일남의 전처, 한식당 운영
- 최진혁: 하동우 역

26세. 한식당 매니저. 재미교포로 미국명 알렉스

### 그 외 인물
- 윤해영: 박젬마 역

32세. 인호가 속을 터놓는 둘도 없는 친구인 라디오 작가
- 최수린: 서영주 역(1~44회, 50회, 54회)

34세. 스타 뮤직 소속 작곡가로 전설의 엑스와이프, 은우 지우 엄마, 신인가수 강민의 연상 애인
- 신기준: 이은우 역

남, 6세. 전설과 영주의 아들
- 김수정: 이지우 역

여, 4세. 전설과 영주의 딸
- 김산호: 강민 역(1~22회 특별출연)

28세. 신인가수. 라디오 디제이이자 서영주의 연하 애인
- 최아진: 미리 역

라디오국의 막내 작가
- 최승경
- 윤인조
- 박주아: 전설의 할머니 역
- 정병철: 부동산사장 역
- 박현정: 백화점 점원 역

### 특별 출연
- 허수경: '허수경의 인기가요' DJ 역
- 김정하: 신호의 엄마 역
- 故 송민형: 신호의 아빠 역
- 태진아: 트로트 가수 역
- 오지호: 서현준 역
- 샤이니: 라디오 게스트 역
- 최완정: 치과 원장 역

## 참고 사항
- 남녀주인공으로 낙점된 유준상, 장서희가 영화 <천국의 향기> 촬영 스케줄과 맞물린 점(유준상)[1], SBS <아내의 유혹> 캐스팅(장서희)[2] 때문에 고사하자 전작 <엄마가 뿔났다>가 연장되었다. <천국의 향기>는 크랭크인이 일곱 번이나 무산된 끝에 제목을 <터치>로 변경한 한편[3] 새로운 내용으로 바꿨다.
- 극의 전개 과정에서 개연성이 떨어졌다는 비판을 받았다.[4]
- 해당 드라마는 종영한지 2년만에 후난위성텔레비전을 통해 다시 방송되었다.

## 경쟁 프로그램
- 내 인생의 황금기(MBC)
- 잘했군 잘했어(MBC)
- 유리의 성(SBS)
- 사랑은 아무나 하나(SBS)